# Guido Mannari
Guido Mannari est un acteur italien né le 13 décembre 1944 à Rosignano Marittimo et mort dans la même ville le 10 août 1988.

## Biographie
Guido Mannari est né à Castiglioncello le 13 décembre 1944. Son père, Giulio Mannari,  était un fermier, qui travaillait dans une ferme locale. Sa mère, Lina Monti, était l'une des plus belles femmes de la ville. Guido avait trois demi-frères. Deux de ses frères travaillaient dans une usine dans une ville voisine. Avant de commencer sa carrière d'acteur, Mannari était un joueur de football semi-professionnel et jouait pour son équipe locale. Il était arrière latéral à l'Unione Sportiva Città di Pontedera.
Guido Mannari a déménagé à Rome à un jeune âge et a décidé de poursuivre une carrière d'acteur, inspiré par le film Il sorpasso, qui a été tourné à Castiglioncello, sa ville natale. Après avoir joué dans le théâtre d'avant-garde pendant une courte période dans la capitale, il décide de partir aux États-Unis pour un an afin de maîtriser son futur métier. Après avoir passé un an en Amérique, il retourne en Italie et fait ses premiers pas dans Arabella, réalisé par Mauro Bolognini en 1967. Puis il a été choisi par le même réalisateur Bolognini pour jouer une scène de viol dans le film dramatique italien L'assoluto naturale, une scène qui a soulevé à l'époque une légère polémique et a lancé sa carrière. Guido était mannequin et avait figuré dans des magazines de mode. Il a également posé pour Playmen et Party.
Guido Mannari a eu une relation avec Elizabeth Taylor, qu'il a rencontrée sur le tournage du film Identikit en 1974. Mais ce fut une brève histoire d'amour.
Par la suite, Mannari a joué un certain nombre de rôles principaux, mais sa carrière s'est principalement limitée aux rôles conventionnels de beau séducteur. Vers la fin de sa vie, il devient très religieux. Il est devenu membre des Témoins de Jéhovah. Guido Mannari est mort d’une crise cardiaque à l'âge de 43 ans à Castiglioncello.

## Filmographie
- 1969 : L'assoluto naturale de Mauro Bolognini
- 1971 : Blindman, le justicier aveugle de Ferdinando Baldi
- 1971 : Le Décaméron de Pier Paolo Pasolini
- 1971 : Madness - Gli occhi della luna (it) de Cesare Rau
- 1971 : Mazzabubù... Quante corna stanno quaggiù? de Mariano Laurenti
- 1971 : Un peu de soleil dans l'eau froide de Jacques Deray : Thomas
- 1973 : Blu Gang e vissero per sempre felici e ammazzati de Luigi Bazzoni : Kane Blue
- 1973 : Number one de Gianni Buffardi
- 1973 : Storia de fratelli e de cortelli de Mario Amendola : Gigi
- 1974 : Identikit de Giuseppe Patroni Griffi : Carlo
- 1975 : Bill Cormack le fédéré (Giubbe rosse) de Joe D'Amato : Cariboo
- 1976 : Flics en jeans (Squadra antiscippo) de Bruno Corbucci : Achille Pettinari
- 1979 : Caligula de Tinto Brass : Macron
- 1980 : Il medium de Silvio Amadio
- 1984 : Windsurf - Il vento nelle mani de Claudio Risi : Muscetta
- 1985 : La donna delle meraviglie d'Alberto Bevilacqua